# Maurice-Frédéric-Gaëtan Beaufrère
Maurice-Frédéric-Gaëtan Beaufrère, francoski general, * 7. avgust 1887, † 19. februar 1972.